# Aphanistes townesi
Aphanistes townesi är en stekelart som beskrevs av Stephen Donald Hopper 1981. Aphanistes townesi ingår i släktet Aphanistes och familjen brokparasitsteklar. Inga underarter finns listade i Catalogue of Life.